# Kiesgrube Wahn
Koordinaten: 50° 51′ 56,1″ N, 7° 5′ 28,2″ O
Die Kiesgrube Wahn ist ein Naturschutzgebiet im Kölner Stadtbezirk Porz. Sie ist Bestandteil der Bergischen Heideterrasse. 1988 wurde sie auf dem Gelände einer Abgrabungsfläche für quartäre Sande und Kiese eingerichtet. Das 5,43 ha große Naturschutzgebiet wurde mit dem Ziel eingerichtet, auf einer ehemaligen Abgrabungsfläche die Erhaltung der Rohböden und die natürliche Entwicklung der wertvollen Feucht- und Gewässerlebensräume zu fördern. Das Naturschutzgebiet Kiesgrube Wahn gehört zum Biotopverbund der Kiesgruben-Lebensräume um Köln. Zur Realisierung der Entwicklungsziele wurde 1990 ein Biotop-Pflegeplan für das Gelände erstellt. Im Jahr 2015 wurde ein modifizierter Pflege- und Entwicklungsplan für das Naturschutzgebiet N 16 Kiesgrube Köln-Wahn aufgestellt.

## Charakteristik
Auf der Sohle der ehemaligen Abgrabungsfläche befinden sich heute im Osten und Süden zwei größere Wasserflächen, mit denen der Grundwasserhorizont angeschnitten wurde. Darüber hinaus existiert ein weiteres Gewässer auf der Nordseite der ehemaligen Kiesgrube. Auf dem sandig-kiesigen Rohboden der Grubensohle, die regelmäßig gepflegt und freigehalten wird, entwickelte sich eine standorttypische Vegetation. Die Offenland-Standorte sind teilweise wechsel-feucht, teilweise trocken ausgeprägt. An den ehemaligen Grubenrändern hat sich ein Weiden-Laubmischwald mit überwiegend natürlicher Vegetation entwickelt, lediglich an den sonnenexponierten Nord- und Nordosthängen liegen die ehemaligen Grubenwände offen.

## Fauna und Vegetation

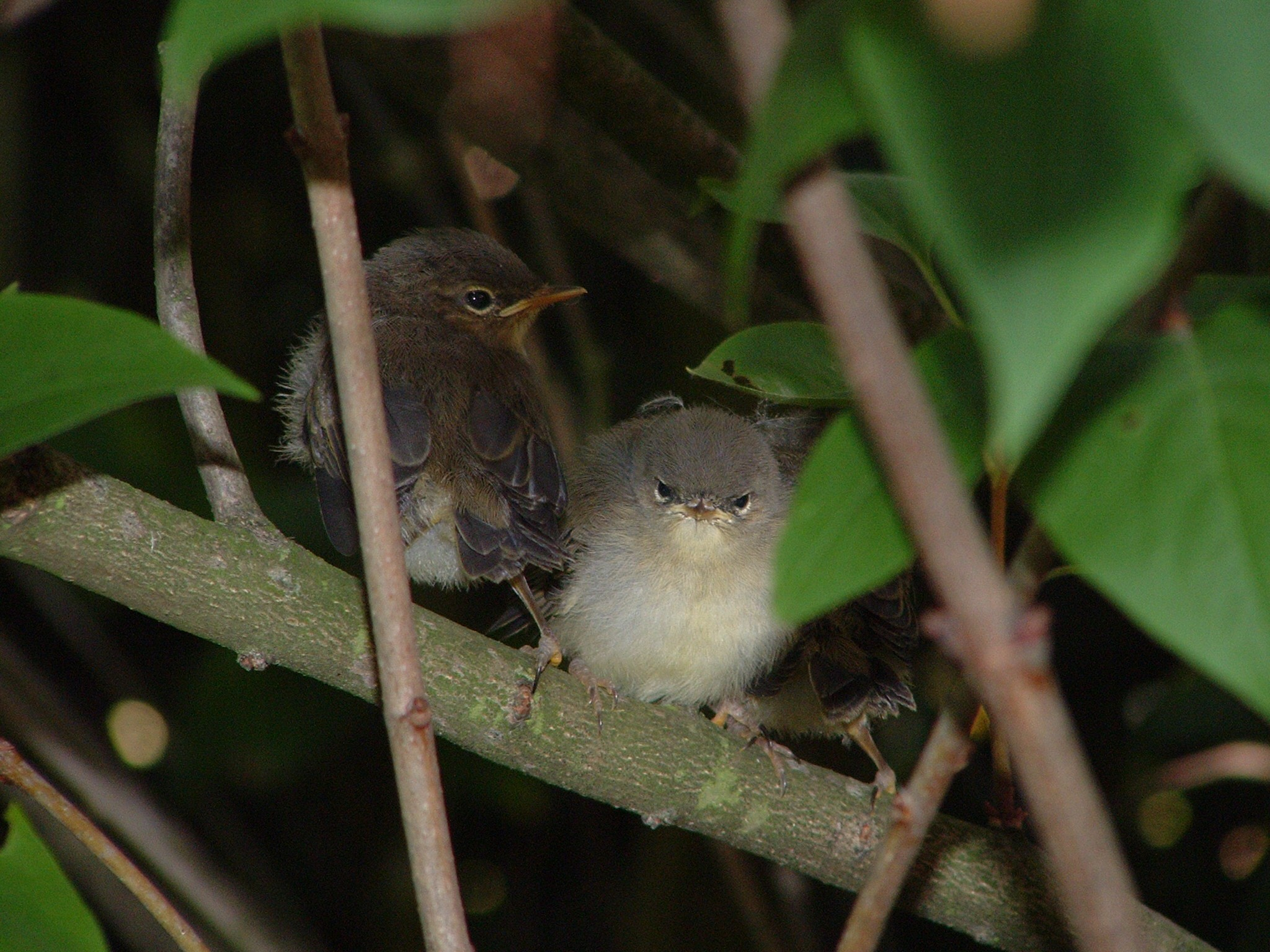
Fitis

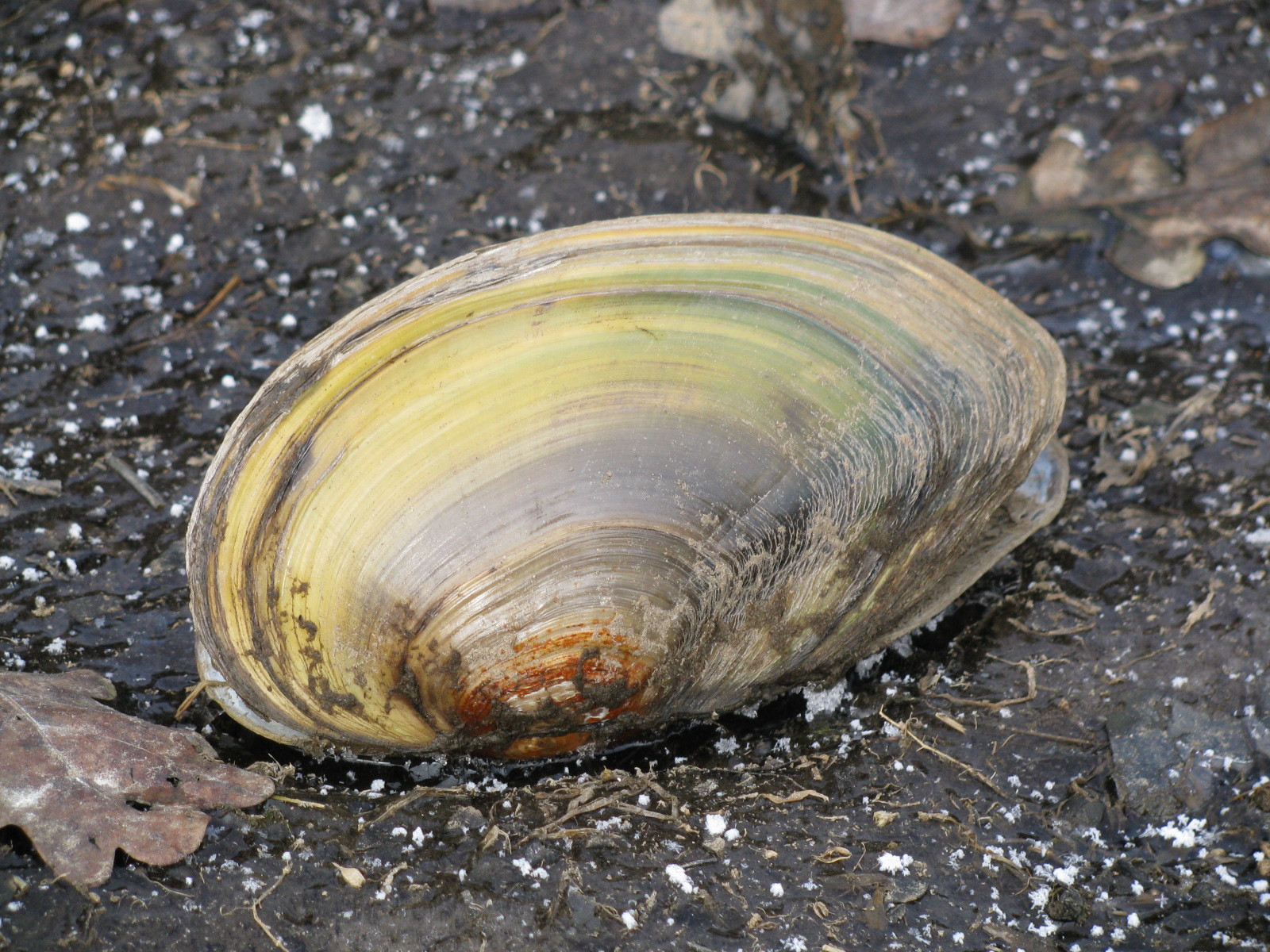
Große Teichmuschel

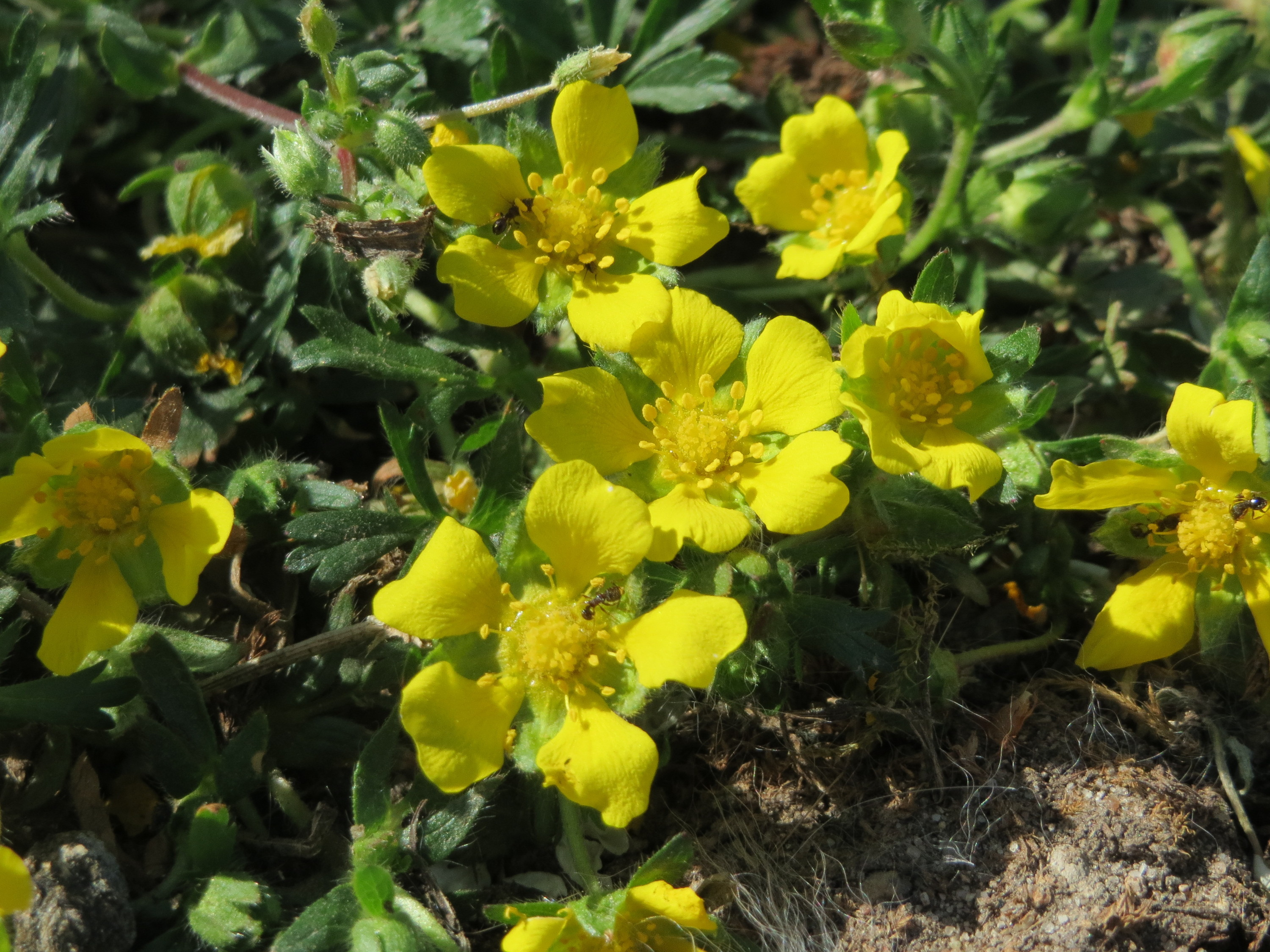
Frühlings-Fingerkraut

Anlässlich der Aufstellung des Pflege- und Entwicklungsplanes wurde 2012 / 2013 von der NABU-Station Köln / Leverkusen ein Gebietsmonitoring erhoben.
Bei der Kartierung der Avifauna wurde festgestellt, dass auf dem Gebiet der Kiesgrube 43 verschiedene Vogelarten leben, von denen 29 hier brüten, darunter zwölf Vogelarten, die auf der Roten Liste stehen oder als gefährdet eingestuft bzw. in den Vorwarnlisten geführt werden. Dazu zählen Fitis, Gelbspötter, Gimpel, Goldammer, Klappergrasmücke, Nachtigall, Star und Teichralle, die hier brüten und Eisvogel, Habicht, Sperber und Rauchschwalbe, die in der ehemaligen Grube als Nahrungsgäste beobachtet werden können.
Aufgrund der hohen Insektendichte an den offenen Gewässern und dem Vorhandensein von Höhlenbäumen an den Rändern der Grube stellt das Gebiet ein wichtiges Jagdrevier sowie Sommer- und Zwischenquartier für Fledermäuse dar und besitzt trotz der Kleinräumigkeit des Gebietes einen hohen ökologischen Wert für diese Tiergruppe. Im Bereich des Naturschutzgebietes wurden im Beobachtungszeitraum sieben Arten nachgewiesen, von denen die Fransenfledermaus, das Braune bzw. Graue Langohr sowie die Große und Kleine Bartfledermaus auf der Roten Liste geführt werden.
Darüber hinaus konnten vier Amphibienarten, eine nichtheimische Wasserschildkröte, sieben Heuschreckenarten und zwölf Tagfalter-Arten nachgewiesen werden, von denen die Blauflügelige Ödlandschrecke als eine landesweit gefährdete Art sowie der Kleine Heufalter und der Blutbär als Arten, die auf der Roten Liste stehen, von besonderem ökologischen Wert sind. Bei dem Gebietsmonitoring wurden 20 verschiedene Libellenarten kartiert, von denen drei – die Blauflügel-Prachtlibelle, Plattbauch und Schwarze Heidelibelle – ebenfalls auf der Roten Liste stehen. Bei der Untersuchung der Gewässer konnte die Große Teichmuschel nachgewiesen werden, die ebenfalls als gefährdete Art auf der Roten Liste aufgeführt wird.
Bei der Vegetationskartierung wurden 190 höhere Farn- und Blütenpflanzen nachgewiesen, von denen 9 Arten auf der Roten Liste stehen. Von besonderer Bedeutung ist der Nachweis von Frühlings-Fingerkraut, das in den Kiesgruben um Köln nur relativ selten auftritt. Bei den Pflanzen wurden darüber hinaus die Rote-Liste-Arten Buntes sowie Hügel-Vergissmeinnicht,  Echtes sowie Zierliches Tausendgüldenkraut, Raue Nelke, Trespen-Federschwingel und Zitzen-Sumpfbinse festgestellt. Der ökologische Wert des kleinen Gebietes für die Vegetation wurde vom NABU insgesamt als hoch eingestuft. Insbesondere die Vegetation im Bereich der Gewässerflächen wird als besonders wertvoll angesehen, zumal die Vegetation des östlichen Sees einen FFH-Lebensraumtyp darstellt und daher eine besondere Bedeutung für das Naturschutzgebiet besitzt. Auf den Wasserflächen konnte im Rahmen der Kartierung die Weiße Seerose nachgewiesen werden.

## Vorgeschlagene Erhaltungsmaßnahmen
Zum Erhalt und zur Entwicklung des Naturschutzgebietes wurden im Rahmen des Pflege- und Entwicklungsplanes verschiedene Maßnahmen vorgeschlagen. Dazu zählen:
- Staffelmahd zur Freihaltung der Grubensohle mit Entfernung des Pflanzenmaterials;
- Regelmäßige Entbuschung der Steilhangbereiche;
- Entkrautung des kleineren Teiches im Norden;
- Freihalten der Flächen von nicht heimischen Gehölzen, wie Robinien und Essigbäumen;
- Anlage von temporären Kleingewässern als Brutstätten für Libellen;
- Pflege und Entbuschung der offenen Grubenwände zur Förderung der Wildbienen und Heuschrecken.

## Betretungsregelung
Das Naturschutzgebiet darf aufgrund seiner Kleinräumigkeit und der damit verbundenen Empfindlichkeit gegenüber anthropogenen Störungen zum Schutz der Vegetation und Fauna nicht betreten werden und ist deshalb mit einer Zaunanlage umzäunt. Infotafeln weisen auf die Betretungsregelung hin.